# 王耀武
王耀武（1904年1月17日—1968年7月3日），字佐民，男，山东泰安人。中华民国高级将领。黄埔军校三期毕业，國民革命軍第七十四軍创设人之一，曾任74军军长。后升任集团军及方面军总司令、山东省省主席、司令长官，並擔任中国国民党中央执行委员会委员。青天白日勋章、抗战胜利勋章、美国总统二战金质自由勋章获得者，中正剑持有人。在第二次國共内战时兵败被俘。1959年被特赦释放，1968年逝世，享年64岁。

## 生平

### 早年
王耀武，1904年出生于山东省泰安县上王庄（今岱岳区夏张镇上王庄）的一个普通农民家庭。 
父亲与长兄早逝，在母亲培养之下成人。9岁时，入本村私塾读书，拜张宝亭先生为师，读的是“四书”、“五经”。19岁时，家境败落，不得不辍学谋生，投亲到天津，在天津租界里一家烟草公司充当干杂活的工人。投考黄埔军校之前，王耀武在天津法租界著名的广式茶餐厅北安利饭庄做了三年糕点行业学徒并出师。后来担任军政大员后在驻地开设副业振记糖果饼干厂。

### 北伐至抗戰前
王耀武於1928年参加北伐。1930年参加中原大战。1932年参加了第四次围剿。1933年冬，任陆军暫編补充第一旅少将旅长。1934年，率部参加对中央苏区的第五次“围剿”。9月又奉命率部参加“围剿”红军方志敏部，12月14日在谭家桥战斗中，以优势兵力围攻红十军团副军团长兼红19师师长寻淮洲部，致使寻淮洲伤重而亡。此役红军方面粟裕指挥的一支约四百人部队冲出包围圈。
1935年1月，在怀玉山中俘获红十军团21师师长胡天桃以下官兵200余人。1936年8月，所部改编为陆军第七十四军第51师，王耀武任少将师长。

### 抗日戰爭時期

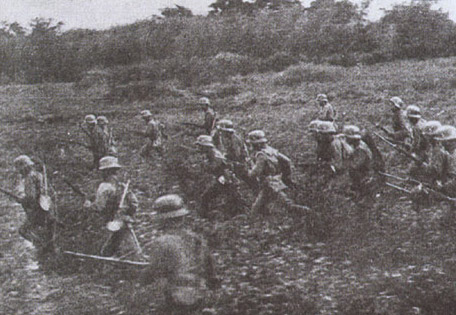
淞滬會戰中的第74軍

1937年率部参加淞沪会战，隶属于74军，军长俞济时。12月参加南京保卫战，戍守南京东郊淳化镇、湖熟镇等地。部隊迎戰日軍後损失惨重。12月11日第51师渡江时王氏犹乘车入城巡视鼓楼，并晋见唐生智指揮官未果，只好在乱军之中弃车登上挹江门，驻军第36师1个排长用绑腿将王氏送出城。王氏出城后找到师工兵营的一艘渡船，才撤离危城。
1938年4月，急调兰封参加兰封会战。兰封会战结束后该师调往南阳，中途开往江西，参加了万家岭战役。是役该师于张古山与日军血战多日，粉碎敌军突围的图谋，也奠定一代雄师的威名。万家岭战役结束后该师调往长沙，并协助长沙在文夕大火后的重建工作，受到民众好评。
1939年第74军调往赣北战场，此后在罗卓英将军指挥下成为赣北一系列大战的主力。4月参加南昌会战，所部两次攻克高安，并攻克祥符关，重创日军。9月参加第一次长沙会战，因作战有功，王耀武于1940年接替俞济时任74军中将军长（辖51、57、58三个师）。
1941年3月上高会战，第74军因功获颁武功状两轴。5月12日，奉颁庸字第91号青天白日勋章。9月参加第二次长沙会战。12月参加第三次长沙会战。
1942年4月参加浙赣会战。1943年5月参加鄂西会战。11月参加常德会战，所部57师固守常德18天，全师仅余数百人。1943年春调防湘西。1943年11月常德会战第74军再度重挫日军，王氏以功升任第29集团军副总司令。
1944年3月，王耀武升任第24集团军中将司令长官。驻节桃源，督训第73军，第74军与第100军。蒋委员长信任甚专，特许王将军自行决定团以上人事調度。集团军特地成立军务科主司其事。5月参加长衡会战。12月中国战区陆军总司令部成立，何应钦为司令长官，下辖四个方面军。
王将军升任第24集团军总司令后成立集团军将校班，并大力栽培有功军官，行伍军官多送2分校或高教班进修，参谋军官送西南参谋班，军需人员送军需学校，并选送多名高级将校到印度战术学校受训。第24集团军人事畅通，整训严谨，蔚为劲旅。1944年冬，第24集团军扩编为第4方面军，增辖第18军。王耀武升任第四方面军中将司令长官，下辖18、73、74、100等四个军十一个师及其他後勤部隊，共12万餘人。美军并以金武德准将代表驻方面军总部，团以上单位均配美国顾问，进行美械调整。
1945年2月20日，任官陆军中将。1945年4月，日军四个师团进犯湘西，是為湘西会战。王耀武率部于雪峰山阻截、包围日军，毙敌6,000余人。5月，在国民党第六次全国代表大会上，王耀武当选为中央执行委员会委员。王耀武获美国金质自由勋章。抗战胜利后，王耀武在长沙受降，第4方面军本部受降后调武汉，所属第74军，新6军卫戍南京，第73军移防镇江，第100军调驻南通，第18军出戍武汉。王耀武在抗日战场之上屡立战功，打出了一个“抗日铁军”的威名（源于上高会战后罗卓英对74军全军军官讲话时所言：“北伐时期，第四军以铁军闻名；现在抗战时期我可以大胆的说，74军是抗日铁军！”）。

### 第二次國共內戰時期

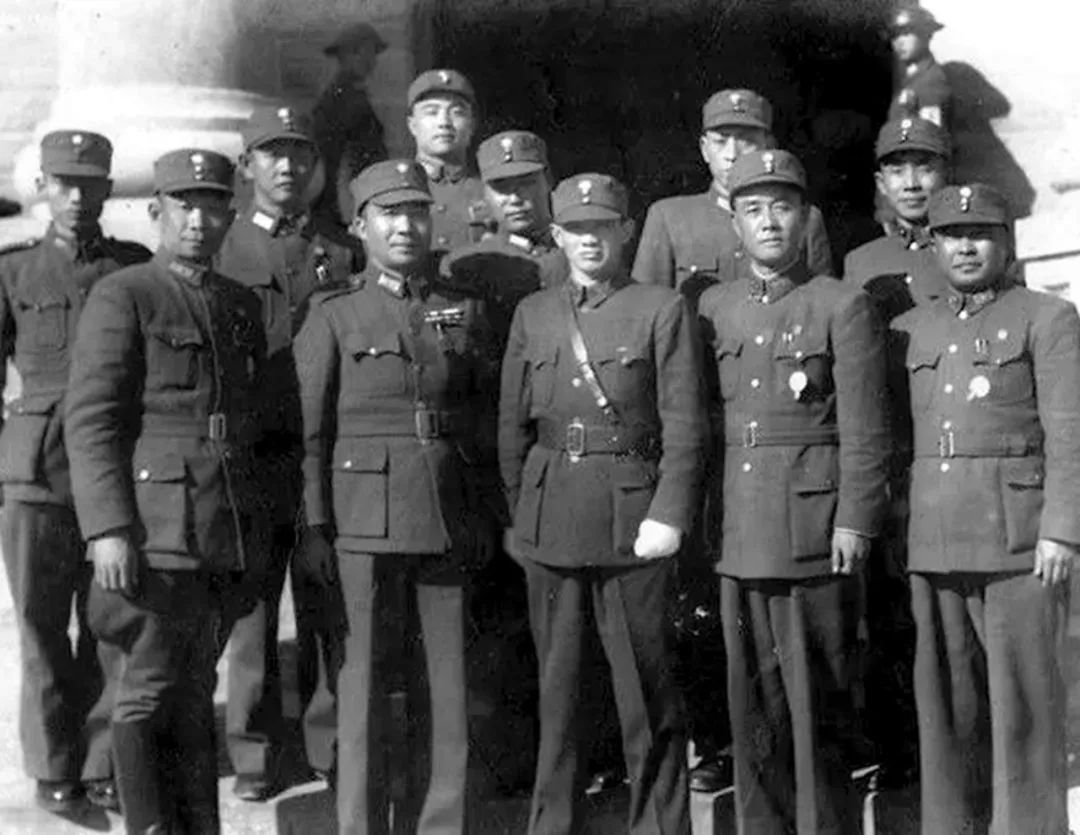
1945年，74军历任军长和军官合影。前排左起邱维达、王耀武、俞济时、施中诚、吴鸢

1946年3月1日，第4方面军改编为第2绥靖区，任司令官兼行政长，驻节济南，负责山东全省军政事务，并于同年11月，接替何思源，兼任山东省政府主席暨全省保安司令官。所指挥的部队，包括第8军、第12军、第54军、第73军、第96军，嗣后，又有整编第46师、整编第2师、整编第84师等部加入战斗序列。1946年中进行鲁中剿共，打通胶济线和津浦线，进展顺利。
1947年2月莱芜战役时，国军前敌总指挥李仙洲以为莱芜城墙高大坚固，共军无法攻克，而拒不执行王耀武的撤退命令。但后因受共谍韩练成蛊惑，于共军完成合围后才弃城而出，终造成麾下六万国军将士，于脱离坚固城防后，在路上中伏，且三天之内即全军覆没。其中万余战殁，其余四万余人被俘。王耀武因而气得大骂：“就算是抓五万多头猪，三天也抓不完呀！”莱芜战役之失利使得国军于山东的军事形势，转入不利局面，无法组织进攻，国共双方于战场上转入相持阶段。同年5月，整編74师全军覆没，王耀武大受打击；国军之山东军事也因主力部队的抽调，而只能转入守势以抵共军骚扰、进攻。3月至7月，山东境内先后成立第9绥靖区（临沂）、第10绥靖区（兖州）、第11绥靖区（青岛）。第2绥靖区辖界收缩至济南、历城、长清、平阴等24个县，但王耀武仍有权指挥全省保安部队。8月18日，蔣飛抵青島，向王耀武布置膠東作戰計劃。:8398该年冬，为节约兵力，国军在山东以济南、青岛、潍县、兖州僅四大支点城市维持防务。
1948年9月16日济南战役與中国人民解放军华东野战军，经八昼夜的激战，11万守军损失，王耀武化装突围，在寿光弥河沧潍公路大桥检查站被当地民兵拦下被俘。

### 被俘后
1949年后，作为战犯在北京功德林战犯管理所改造。毛泽东叫罗瑞卿转告王耀武说：“你功是功，过是过。你的抗日功劳我们共产党人是会永远记住的，只要你安心改造你很快就会回到人民中间的。”
1959年2月王耀武成为第一批被特赦的战犯之一。1961年2月被任命为全国政协文史资料研究委员会专员。1964年12月特邀为第四届全国政协委员。1966年冬，与北京82中教师吴伯伦结婚。
文化大革命开始后，王耀武因為過去的所谓「反动」经历也時常被拉出去批斗。1968年，王耀武因病离世，享年64岁。

## 个人生活
王耀武在北伐初期途经福州时任连长。与郑宜芝相识并结婚，育子女5人。其私生活甚为严肃簡樸，不打牌，吸烟，不讨小老婆。王耀武本人颇有生意头脑。1929年北伐完成之后王耀武即托友人于武汉开办振兴饼干厂，获利甚丰。1930年代中期又在长沙设分厂，振兴饼干公司成为王耀武的主要财源，分公司广设长沙、重庆等地。在抗战时期王氏也派人在宁波、温州、广州等地贩售日用品（也顺便以低于市价一成的价格将胶鞋，卫生衣日用品等卖给官兵）。到山东之后王氏派经理室主任张望伯成立裕鲁公司大作买卖，派司徒履光为省银副理，利用省银资本做黄金美钞交易。王耀武最绝的生意是对共区的统制购销，主持人为省府田粮处长郑希冉，在局势安定时，绥区以军车载运煤粮到共区进行物资交换与贸易，大赚一笔。雖然王耀武在军界以长袖善舞着称，投入大量金钱运动关系，而为后人所议論，但是少有人注意王耀武的财源多来自其私人企业。   
事实上王氏在金钱上相当明理，也塑造了第74军的优良风气。在最艰苦的时代，王氏允许部队长吃长夫缺，明白规定团长20名，营长10名，连长5名，排长1名（独立排排长2名）。长夫缺每名是15元，在吃缺后部队需用民夫时再临时征用並且給予酬謝，但严禁威迫強抓民夫。部队长严禁吃空额，所以第74军永远兵力完整。王耀武非常照顾官兵的一般生活，在第74军特支费中拨款成立子弟学校，一切免费。   
在江西安福、广西兴安购買田地，让年老伤残官兵开垦，两年后自给自足。垦殖工作由原第170团团长扈国珍負傷退役後專責主持，成效甚佳。部队在驻地集训时准接眷属，但由军部统一派车船输送。后方办事处按月发给眷属食米以及军官薪饷之半数。在战斗结束后，对本军伤兵也是能呵护备致。此外在军中成立互助会，官兵按级别每月扣薪1%-5%，凡有婚丧喜庆之用，可以申请补助。在整補編训时，垦田農場种植蔬菜水果，开荒蓄牧場养鸡鴨养猪魚，由军中剩余经费作为开办费用，改善副食。1943年冯玉祥巡视该师，对该师的生活条件表示嘉勉。这些措施深受第74军官兵的拥戴。   
王耀武在军中以长袖善舞着称，所谓刀切豆腐面面光者也。早年任补1旅旅长时，在南昌行营中拉拢了政训处处长邓文仪及行营参谋处第1科科长萧家栋，邓之妻弟黄寿卿转往补1旅任第1团第1营营长，萧之胞弟萧家梁则获委为旅驻南昌通讯处主任。在第51师时代，对重庆行营主任俞济时也多有打点，对戴笠更是全力周旋。1942年夏，第74军调浙途经江山，王氏特派副官处处长向戴母问安。在第74军驻衡山期间 军统南岳干训班主任胡靖安 常来王軍处應酬打秋风，王耀武决无吝色。所以王耀武在军界得到多方关照。在讲究人情的国军之中，王耀武在人际关系上的深厚基础應是第74军能够成为王牌军的侧面因素之一。   
王氏在第4方面军时代与美军有所接触，这批美军军纪太差，时常奸污民女。王耀武为之头疼不堪，行文美军營處要求保持军纪时，美方竟强词夺理，宣称其家属远在国内，来华军人不像东方人禁欲，希望能处理这类小事云云。王耀武只好派人从洪江地區找了批妓女应付。

## 用人
王耀武将军的用人之术极为踏实，所以第74军干部素质甚高。与西北军一样，王将军对下级干部极为重视，也特别重视连长的经历。连长是军官真正带兵打仗，管理经济人事，独当一面的初试。成立軍官訓練班隊，训练中下级军官。即使是参谋，副官，也常自基層開始历练班长排长、连长，营长一陣子時間。王耀武也极重视軍校出身的军官，多次延揽，并且均有适当安置。王部中的参谋人员良材毕具，如邱维达、陈瑜、孟广珍、贺执圭、聂松溪、罗幸理等，俱一时才俊。   
在晋升上，王耀武将军不大讲乡土亲疏，出身或是派系。王耀武将军的胞弟王哲民在1938年时任第305团第1营营长，三义集战役中一度动摇要求撤退，被王耀武将军亲阻，之后即降級调为副官，后在新兵训练处工作，发展不佳。抗战胜利后王哲民赋闲，经弟媳出面協調，才派为济南市田粮处副处长。   
第74军行伍，杂牌军校出身者甚多。王耀武将军升任第4方面军司令官之后，八大处与各聯絡兵站只有两名处长是原干部，餘均向外遴选。出任山东省政府主席时各厅厅长也是慕名往聘，并无关系。王耀武的司令部，五方杂处，混闻全国口音。山东口音反而奇少。何应钦尝巡视方面军总部，对军官素质多所褒奖。   
王耀武治军赏罚分明，恩威并用。对下属各级军官，经常个别谈话，认识甚深，若有公私困难，均力谋解决。下属若回家，必赠旅费。但对作战不力，操守不佳者，也绝不辜息。第301团团长吴克定在南京战役中畏缩不前，被王耀武将军报请革职。第57师第169团团长李毅民在桃源捡获一些鸡鸭，亦予革职，并通令全军。第58师师长廖龄奇，第57师师长余程万之处份，王耀武俱不偏私。所以第74军上下军纪整肃，不敢逾越。   
王耀武将军平日治军，以负责任守纪律勉励下属，并以身作责。其老干部回忆道:「无论平战两时，全军官兵接受任务都不敢马虎，不存侥幸之心，努力完成。纪律方面严肃认真，上下遵守，不敢违犯。」   
王耀武将军部下对王将军均有深厚感情。下节录原第51师第172团上校团长刘炳均回忆的一段：   
1948年9月，我参加了济南战役，结果王耀武与我都被俘，送往胶东益都华东军区军官团学习。12月队上宣布我和其它两人释放回家，明天就走……我当时心想王耀武也在这里，单独居住，平时没见过。明天我就要走了，今后可能永远见不着。不如去见一面，我主意已定，鼓起勇气，冒着极大的风险，走到他居住的那一院门外向守卫人员讲明我的来意，非常侥幸，他们允许我进去。王耀武所住是一座四合院，进门有一个天井，上面三间房。抬头一望，王耀武坐在堂屋里的一张木椅上，眼往外望，我跨进堂屋，在他面前站着，因不好称呼，就直接了当地说:「他们放我回去，明天我就要走了，特来看看你。」王耀武闻言，频频点头，连说几个好。就转过头去向站在他身边的一个干部说:「把我的钱拿30元送他」，那人转身进房取了钱来交给我。我见此情景，心想我现在同他都在苦难当中，他随身带的钱能有几文，过去他再给我多些我也认为该拿，可他今天与我一样困难，还要拿钱给我，我怎忍心。而且从此之后不能再见面了。心想到此，不觉悲从衷来，竟在那里大哭起来。王此时默默无言，两眼直望着我。此时天井中有一干部大声喊道:「是什么人？在那里干什么？还不快走。」我闻言不敢久留，深深望了王耀武一眼。转身出堂屋，嘤嘤啜泣而去。」 
王耀武对亲戚的工作安排相当明智。1946年王耀武将军出任山东省政府主席，王家许多族人亲邻前往投靠，王耀武不胜其烦，干脆专设一「家乡招待所」，集体招待。   
王氏曾于总理纪念週上宣告「我的亲戚老乡没有几个，不是马夫就是伙夫。」

## 评價
王耀武平时为人谦逊随和，战时却雷厉风行杀伐决断从不迟疑。敢打硬仗，敢接困难的任务。是国民革命军在八年抗战中最能打的虎将之一。各战区司令长官都抢着向蒋介石要王耀武的74军，蒋介石也十分喜爱王耀武，将其视为心腹爱将。王耀武和他的74军几乎参加了所有的大会战，被日军视为最大的麻烦之一。
1980年7月29日，作為反省平反，中共中央统战部、全国政协为他与溥仪、廖耀湘3人补开了追悼会，置骨灰于北京八宝山革命烈士公墓。最后被定論為“中国近代优秀的军事家、抗日革命家、对人民犯过错误但又做过重大贡献的人，经过改造后成為中共的亲密朋友”，這也代表中共最终对王耀武將軍的评价。
王耀武在生活作风上也很有军人本色，与发妻相敬如宾，忠贞不渝。王耀武被俘后解放军查抄其家时发现除只有两台美国制拖拉机外，他并无余财，问其为何家里要留两部拖拉机？王答曰：原准备退役后回老家，开几亩地种田以度晚年。陈毅听后感叹唏嘘不已。

## 荣誉
- 三等云麾勋章（1945年10月31日批准[5]）

## 家庭

### 夫人
- 郑宜兰，济南战役发生前与子女一起被王耀武送至南京，抵达香港，与王耀武的副官王相宾少校发生感情纠葛，拒绝返回大陆，前往哥斯达黎加定居。与王耀武同在功德林监狱的沈醉在回忆录中提到，王耀武得知妻子的感情背叛后，马上手脚发抖，几乎当场死去，经抢救后变成了半身不遂。[6] 另据王耀武女儿王鲁云述，生母郑宜兰后虽与王耀武离婚，但“是为了让父亲能在北京找一个人伺候他。离婚之后母亲就到了中美洲，和她的儿子们在一起，再未嫁人。1981年1月11日，母亲因胃溃疡及胃出血去世， 终年七十三岁。”[7]
- 吴伯伦，北京82中教师，经周恩来介绍嫁给王耀武。

### 子女
- 王鲁美，定居香港
- 王鲁云，嫁给日本人山崎博靖[8]

### 腳註
1. ↑  .   [2020年8月30日]. （原始内容存档于2018年8月9日）.
2. ↑  李新總主編，中國社會科學院近代史研究所中華民國史研究室編，韓信夫、姜克夫主編 (编). . 北京: 中華書局. 2011年7月.
3. ↑  刘炳均《我所知道的王耀武》，《会理文史 第7辑》P54
4. ↑  网易. . www.163.com. 2024-04-01  [2024-04-20]. （原始内容存档于2024-04-20）.
5. ↑  . 國民政府公報 (國民政府文官處). 1945-10-31,. 渝字第895號: 1页  [2023-11-21]. （原始内容存档于2023-11-21）.
6. ↑  《沈醉回忆录 一个军统特务的忏悔录 战犯改造所见闻》
7. ↑  逄金一. .   [2019-08-21]. （原始内容存档于2020-08-23）.
8. ↑  .   [2018-07-02]. （原始内容存档于2019-12-22）.

### 其他參考資料
- 纪录片《一寸河山一寸血》
- 《抗日战争历次失败战役的真相及其原因》孙大骆  海南出版社 ISBN 7-80609-560-5  1997年7月第一版

| 官衔          | 官衔                                          | 官衔          |
| ------------- | --------------------------------------------- | ------------- |
| 前任： 俞济时 | 国民革命军第七十四军军長 1939年6月－1944年2月 | 繼任： 施中诚 |